# マーカート・シュワルツ
マーカート・J・シュワルツ（英: Marquard J. Schwarz、1887年7月30日 - 1968年2月17日）は、アメリカの競泳自由形選手。1904年と1906年にオリンピックに出場した。
ミズーリアスレチッククラブに所属し、イェール大学にも所属した。
1904年のオリンピックでは4×50ヤード自由形リレーで銅メダルを獲得した。1906年のオリンピックでは100m自由形で7位、4×250m自由形リレーで4位となった。